# Kontagora
Kontagora - jest głównym miastem na południowym brzegu rzeki Kontagora, w Nigerii, w stanie Niger. Jest stolicą emiratu Kontagora. Według danych na rok 2012 liczy 66 tys. mieszkańców.